# Age of Mythology: The Titans
Age of Mythology: The Titans (Edat de la Mitologia:Els titans) és l'expansió del joc RTS Age of Mythology. L'expansió aporta al joc original una nova civilització:l'Atlàntida. Aquesta civilització té com a novetat que els vilatans no han de dipositar els recursos a edificis específics sinó que directament augmenten les reserves del jugador això és una gran ajuda enfront dels grecs, nòrdics i egipcis que ja estaven disponibles al joc original.
Una altra novetat és que l'Atlàntida disposa dels oràculs, els oràculs són unitats que en moviment tenen un reduït camp visual, en canvi aquest va creixent si la unitat no es mou.
La majoria d'unitats atlants es poden transformar en herois.Si una unitat es transforma en heroi, aquesta rep una important bonificació d'atac contra unitats mítiques.

## Campanya
La campanya és la continuació de la campanya d'Age of Mythology, a la campanya de l'expansió el fill d'Arkantos és enganyat i comença a alliberar els titans tancats al Tàrtar a la guerra dels Olímpics contra els Titans. Al cap de poc, Arkantos apareix en escena i informa al seu fill del gran error que ha fet. A partir de llavors el seu fill lluitarà contra els titans menors i invocarà Gea perquè lluiti contra Cronos quan aquest escapa de la Porta de Cronos que l'empresona.

## Personatges
- Càstor: és el fill d'Arkantos, ara semidéu, enganyat per Cronos perquè així l'alliberi.
- Crios:és un teòcrata de l'Atlàntida, al principi de la campanya és assassinat per un servent de Cronos i aquest adopta la seva forma per a preparar l'engany.
- Àjax: heroi grec que sempre està al costat d'Arkantos.
- Amanra:heroïna egípcia que lluita contra els titans.